# ハヤブサ属
ハヤブサ属（隼属、学名：Falco）は、猛禽類の一種である。英語名 falcon はラテン語: falco に由来。 falco 自体は、その翼の形による連想から、おそらく ラテン語: falx 「鎌」の関連語であろうとされる。

## 形態

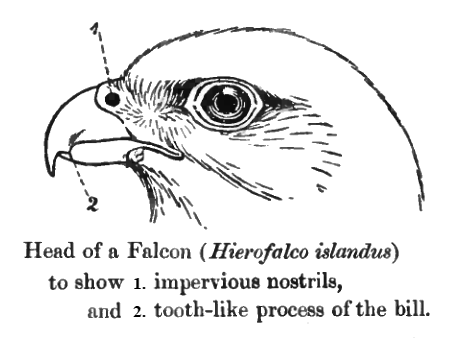
ハヤブサの頭部

ハヤブサ属の成鳥は、薄く先の細い翼を持ち、それによって速い速度で飛行しながらも急激に方向転換することができる。しかしハヤブサ属のひなは長い羽をもち、他の鳥の形状に近い。これによって、飛行の練習をする時期に効率的な狩りの仕方も覚えることができる。より詳しく見ると、鎌状というよりは草刈り鎌の形に似ている。鎌と草刈り鎌という言葉が混同して用いられたためであろう。
ハヤブサは地球上で最も速く移動できる生き物である。ハヤブサ属にはその他に、シロハヤブサ、ラナーハヤブサ、コチョウゲンボウなどがいる。細長い翼を持った、食虫性の小型のものはチゴハヤブサ、ネズミ等を狩る時に空中で静止できるものはチョウゲンボウと呼ばれる。ハヤブサ属はカラカラ属などとともにハヤブサ科に含まれる。
古来から、3個のうちの1個の卵がオスに孵化すると考えられていたため、伝統的にハヤブサのオスのことを、ラテン語で3を意味する言葉（tertius）に由来するtiercelと呼ぶ。また別の説では、これはハヤブサのオスがメスのおよそ3分の1の大きさしかないからであるとする。
ハヤブサのひな、特に鷹狩に使われる鳥のひながまだ綿毛に覆われた頃の状態をeyasという。これはラテン語で巣を意味するnidiscusに由来する古フランス語の単語であるun niaisの綴り間違いだと考えられている。
獲物を捕るトレーニングを施された人工飼育のハヤブサを使って狩を行うことを鷹狩という。
2005年2月、カナダのマギル大学の生物学者ルイ・ルフェーブル（Louis Lefebvre）は、食餌方法の技術革新の様子を使って鳥類の知能を測定する方法を考案したと発表した。この方法によると、ハヤブサ属とカラス属が最も高い得点を記録した。

## 分類と進化
獲物となる他の小鳥と比べると、ハヤブサ属の化石には時代による偏りが大きい。この属の最も古い化石は少なくとも1000万年前の中新世末期のものである。これは現存する鳥類の多くの属が化石として表れ始めてきた年代と一致する。北アメリカやアフリカのハヤブサ属は中東やヨーロッパが起源だと考えられる。
ハヤブサ属は大まかに3つか4つの系統に分けられる。一つ目はアメリカチョウゲンボウ以外のチョウゲンボウの系統で、小型でがっしりした体格を持ち、多くは茶色で性的二形である。ただしアフリカに棲息する3種は灰色をしている。チョウゲンボウは主にネズミやトカゲ、昆虫など陸上の脊椎動物や無脊椎動物を食べる。
二つ目の系統は若干大きく優雅な種でチゴハヤブサと呼ばれる。翼の大部分が灰色で、頬の部分が黒に近いことで識別される。餌は主に小型の鳥である。
三つ目の系統はハヤブサで、小型のタカくらいの大きさの力強い鳥であり、薄い色の多型を除いて、翼や頭は黒い。上述の灰色や茶色の系統の中間に位置する。他の系統と異なり、尾の色は血統ごとに様々である。5ポンドまでのキジオライチョウ程度のサイズの中型の鳥や地上の脊椎動物を餌とする。
これと非常によく似た四つ目の系統がシロハヤブサ、ラナーハヤブサ等が属するヒエロファルコン（Hierofalcon）であり、しばしば上のハヤブサに含められることもある。メラニン色素が多く赤色や茶色を呈し、鷹のような模様の濃い翼を持つ。下部には縦長の斑点や筋が見られる。
これら3つか4つの系統は非公式の分類であるが、いくつかのはっきりした血統を含んでいる。チョウゲンボウのミトコンドリアDNAに含まれるシトクロムbの配列の解析によると、チョウゲンボウは頬の筋の模様で分類できることが分かった。頬に模様のないオオチョウゲンボウ、コチョウゲンボウとアメリカチョウゲンボウである。アメリカチョウゲンボウには頬の模様があるが、その色と耳の後ろの黒い毛はむしろチゴハヤブサを連想させる。頬に模様のあるチョウゲンボウは東アフリカの熱帯地方が原産であり、およそ250から200万年前のジェラシアン期に分化したと推定されている。アメリカチョウゲンボウ以外のチョウゲンボウはその多系から比較的若い別の種だと考えられている。
別の研究により、ヒエロファルコンは単系統群であり、ハヤブサ属の少なくとも大型の種の間ではかなり頻繁に交配が起こっていることが確認された。また初期のミトコンドリアDNAに含まれるチトクロームbの配列の解析の研究で、ヒエロファルコンは現存のハヤブサ属の源流に位置することが明らかとなった。しかしこの研究は現在では遺伝子の転移による間違った結果であったとみなされ、ヒエロファルコンの起源はチョウゲンボウ等と同時期のおよそ200万年前であったと考えられている。さらに、現在ではこの血統は絶滅し、現存する種はごく最近誕生した種であると考えられるようになった。
ハヤブサとチゴハヤブサの系統発生と分類はさらに問題が多い。分子生物学的な研究はわずかな種についてしか行われておらず、形態的にあいまいな分類についてはその多くが未調査のままである。鳴管の形状の研究によってハヤブサ科の系統発生については多くの問題が解決されたが、属についてはほとんど情報を与えない。
結論として、現存するハヤブサ属の起源は中新世と鮮新世の境ごろのザンクリアン、ピアセンジアンからジェラシアンの始めごろまでであり、800万から240万年前頃であると推定されている。ヒエロファルコンやハヤブサはもっと最近の種で、1万2000年前程度である。

### 種
- Falco berigora チャイロハヤブサ
- Falco naumanni ヒメチョウゲンボウ
- Falco tinnunculus チョウゲンボウ
- Falco newtoni マダガスカルチョウゲンボウ
- Falco punctatus モーリシャスチョウゲンボウ
- Falco araea セーシェルチョウゲンボウ
- Falco moluccensis モルッカチョウゲンボウ
- Falco cenchroides オーストラリアチョウゲンボウ
- Falco sparverius アメリカチョウゲンボウ
- Falco rupicoloides メジロチョウゲンボウ
- Falco alopex キツネチョウゲンボウ
- Falco ardosiaceus ハイイロチョウゲンボウ
- Falco dickinsoni ハイガシラチョウゲンボウ
- Falco zoniventris ヨコジマチョウゲンボウ
- Falco chicquera アカガシラチョウゲンボウ
- Falco vespertinus ニシアカアシチョウゲンボウ
- Falco amurensis アカアシチョウゲンボウ
- Falco eleonorae エレオノラハヤブサ
- Falco concolor ウスズミハヤブサ
- Falco femoralis オナガハヤブサ
- Falco columbarius コチョウゲンボウ
- Falco rufigularis コウモリハヤブサ
- Falco subbuteo チゴハヤブサ
- Falco cuvierii アフリカチゴハヤブサ
- Falco severus ミナミチゴハヤブサ
- Falco longipennis オーストラリアチゴハヤブサ
- Falco novaeseelandiae ニュージーランドハヤブサ
- Falco hypoleucos ハイイロハヤブサ
- Falco subniger クロハヤブサ
- Falco biarmicus ラナーハヤブサ
- Falco jugger ラガーハヤブサ
- Falco cherrug セーカーハヤブサ
- Falco rusticolus シロハヤブサ
- Falco mexicanus ソウゲンハヤブサ
- Falco peregrinus ハヤブサ
- Falco pelegrinoides バーバリーハヤブサ
- Falco deiroleucus アカハラハヤブサ
- Falco fasciinucha タイタハヤブサ

## ギャラリー

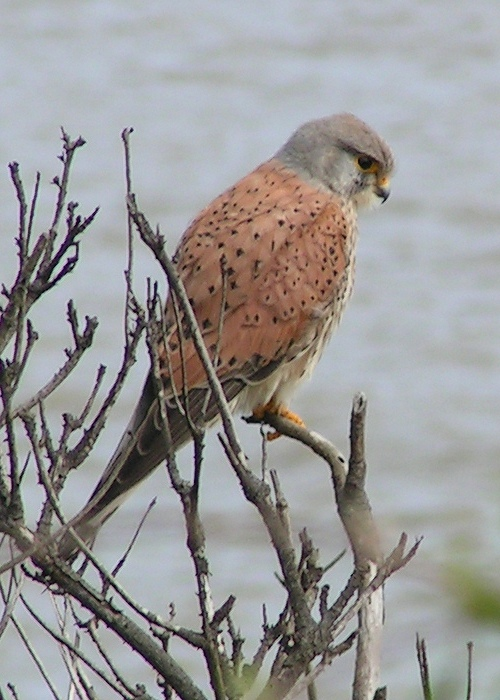
チョウゲンボウ
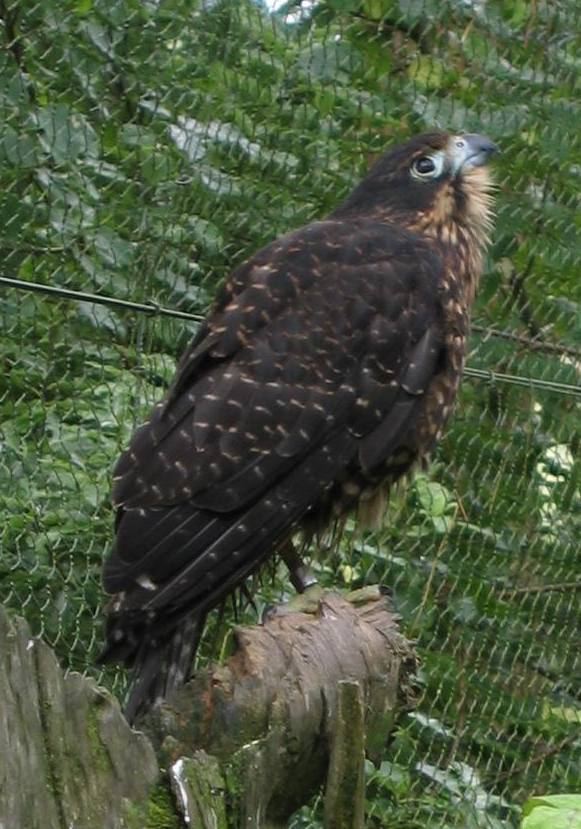
ニュージーランドハヤブサ
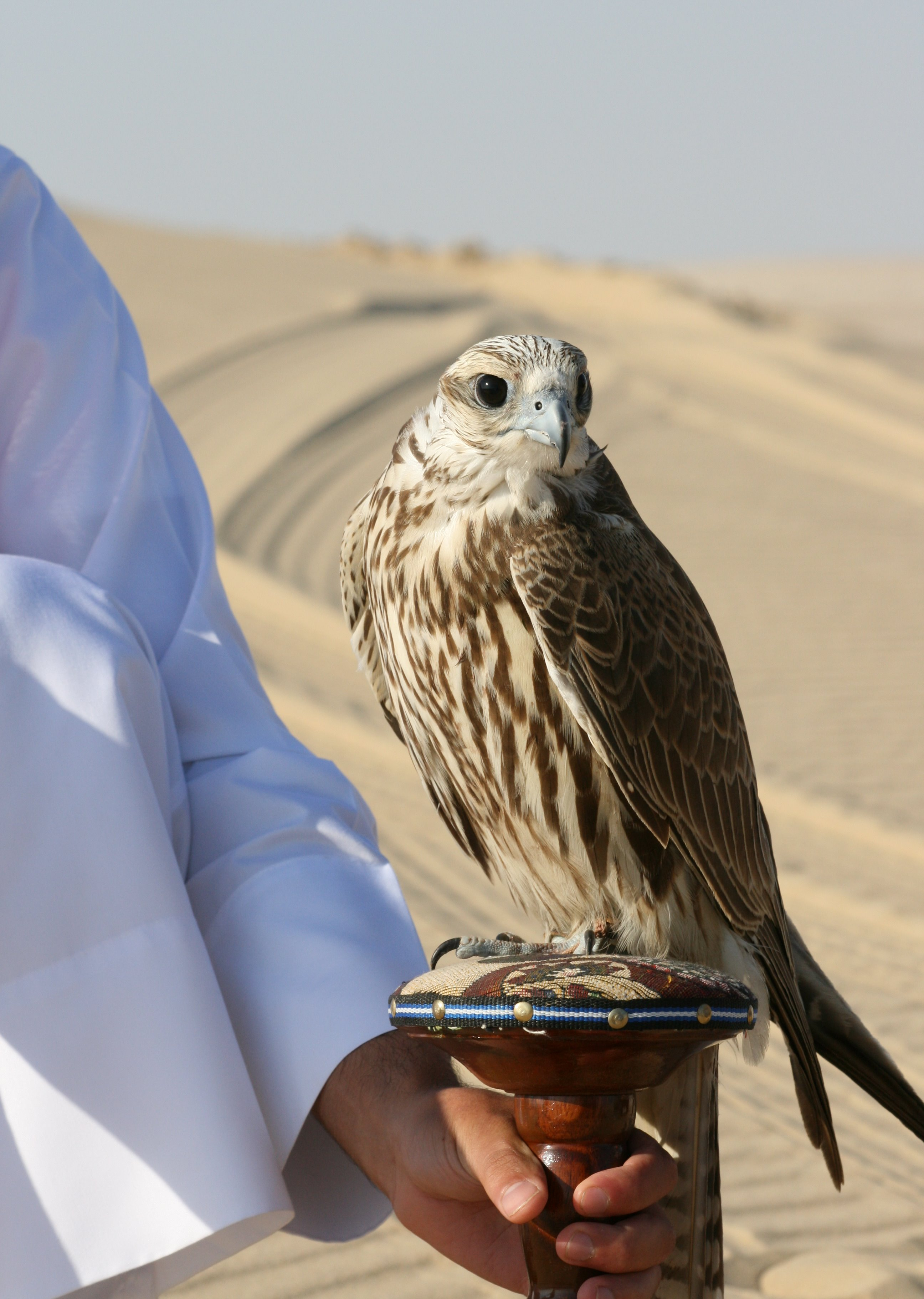
セーカーハヤブサ